# Alcatel Espace
A Alcatel Espace é uma empresa francesa criada na década de 60 para atender as demandas aeroespaciais, mais especificamente, a construção de satélites. Com o passar do tempo, ela se tornou uma das líderes mundiais desse setor. Em abril de 2007 a empresa foi reestruturada num empreendimento franco-italiano Thales Alenia Space.
Histórico da Alcatel a partir dos anos 90.
- Em julho de 1998, Alcatel Space com a participação da Thomson-CSF e da Aerospatiale;
- Em 2001, a Alcatel Space, passou a ser 100% controlada pela Alcatel;
- Em janeiro de 2005, Alcatel Alenia Space (AAS), com a fusão das atividades espaciais da Alcatel (Alcatel Space) e da Finmeccanica (Alenia Spazio) na proporção de 2/3, 1/3;
- Em abril de 2007, retorno às origiens, Thales Alenia Space (TAS), com a cessão dos ativos da Alcatel à Thales.